# سارا وینسی
سارا وینسی (انگلیسی: Sarah Vinci؛ زادهٔ ۴ دسامبر ۱۹۹۱) ورزشکار بسکتبال با ویلچر اهل استرالیا است.
وی همچنین برندهٔ جوایزی همچون مدال طلا شده‌است.
وی در مسابقات کشوری و بین‌المللی در مجموع برندهٔ ۳ مدال نقره شده‌است.